# Prinses Magogostadion
Het Prinses Magogostadion is een multifunctioneel stadion in Durban, een stad in Zuid-Afrika. 
Het stadion wordt vooral gebruikt voor voetbalwedstrijden, de voetbalclubs Nathi Lions F.C. en AmaZulu FC Durban maken gebruik van dit stadion. In het stadion is plaats voor 12.000 toeschouwers. In 2009 werd het stadion gerenoveerd om te kunnen worden gebruikt als trainingslocatie voor teams die deelnemen aan het Wereldkampioenschap voetbal 2010. Het stadion wordt in 2019 gebruikt voor de COSAFA Cup 2019.